# Ludwig Adenauer
Pour les articles homonymes, voir Adenauer (homonymie).
Ludwig Adenauer, né le 20 février 1902 à Cologne et mort le 22 novembre 1971 à Düsseldorf, était un haut fonctionnaire allemand. Il fit partie après la Seconde Guerre mondiale de l’administration de Rhénanie-du-Nord-Westphalie, et fut notamment secrétaire d’État au ministère des Affaires culturelles, puis au ministère de l’Intérieur. Il prépara en 1966 la refonte de la structure communale du Land.
C’était le neveu de l’homme politique Konrad Adenauer, premier chancelier de la République fédérale.